# Le grandi storie della fantascienza 18
Le grandi storie della fantascienza 18 (titolo originale Isaac Asimov Presents the Great SF Stories 18 (1956)) è un'antologia di racconti di fantascienza raccolti e commentati da Isaac Asimov e Martin H. Greenberg. Fa parte della serie Le grandi storie della fantascienza e comprende racconti pubblicati nel 1956.
È stata pubblicata nel 1988 e tradotta in italiano l'anno successivo.

## Racconti
- Traversata luminosa (Brightside Crossing), di Alan E. Nourse
- La svista (Clerical Error), di Mark Clifton
- Fratello silenzioso (Silent Brother), di Algis Budrys
- Il paese della gentilezza (The Country of the Kind), di Damon Knight
- Squadra di esplorazione (Combat Team), di Murray Leinster
- Rito di passaggio (Rite of Passage), di Henry Kuttner e C. L. Moore
- L'uomo che arrivò in anticipo (The Man Who Came Early), di Poul Anderson
- Un'opera d'arte (A Work of Art), di James Blish
- Casa oribile (Horrer Howce), di Margaret Saint Clair
- Interessi composti (Compounded Interest), di Mack Reynolds
- Il fermaporta (The Doorstop), di Reginald Bretnor
- L'ultima domanda (The Last Question), di Isaac Asimov
- Stazione straniera (Stranger Station), di Damon Knight
- 2066: Giorno dell'elezione (2066: Election Day), di Michael Shaara
- E adesso le notizie... (And Now the News...), di Theodore Sturgeon

## Edizioni
- Isaac Asimov Presents The Great SF Stories 18 (1956), DAW Books, 1988.
- Le grandi storie della fantascienza 18 (1956), traduzione di Giampaolo Cossato e Sandro Sandrelli, Armenia Editore, 1989, ISBN 88-344-0374-6.
- Le grandi storie della fantascienza 18, traduzione di Giampaolo Cossato e Sandro Sandrelli, Bompiani, 2000, ISBN 88-452-4340-0.